# Aulonogyrus concinnus
De Aulonogyrus concinnus (tên tiếng Anh: geelgerande draaitor) là một loài bọ cánh cứng trong họ van Gyrinidae. Loài này được Klug in Ehrenberg miêu tả khoa học năm 1834.

## Hình ảnh

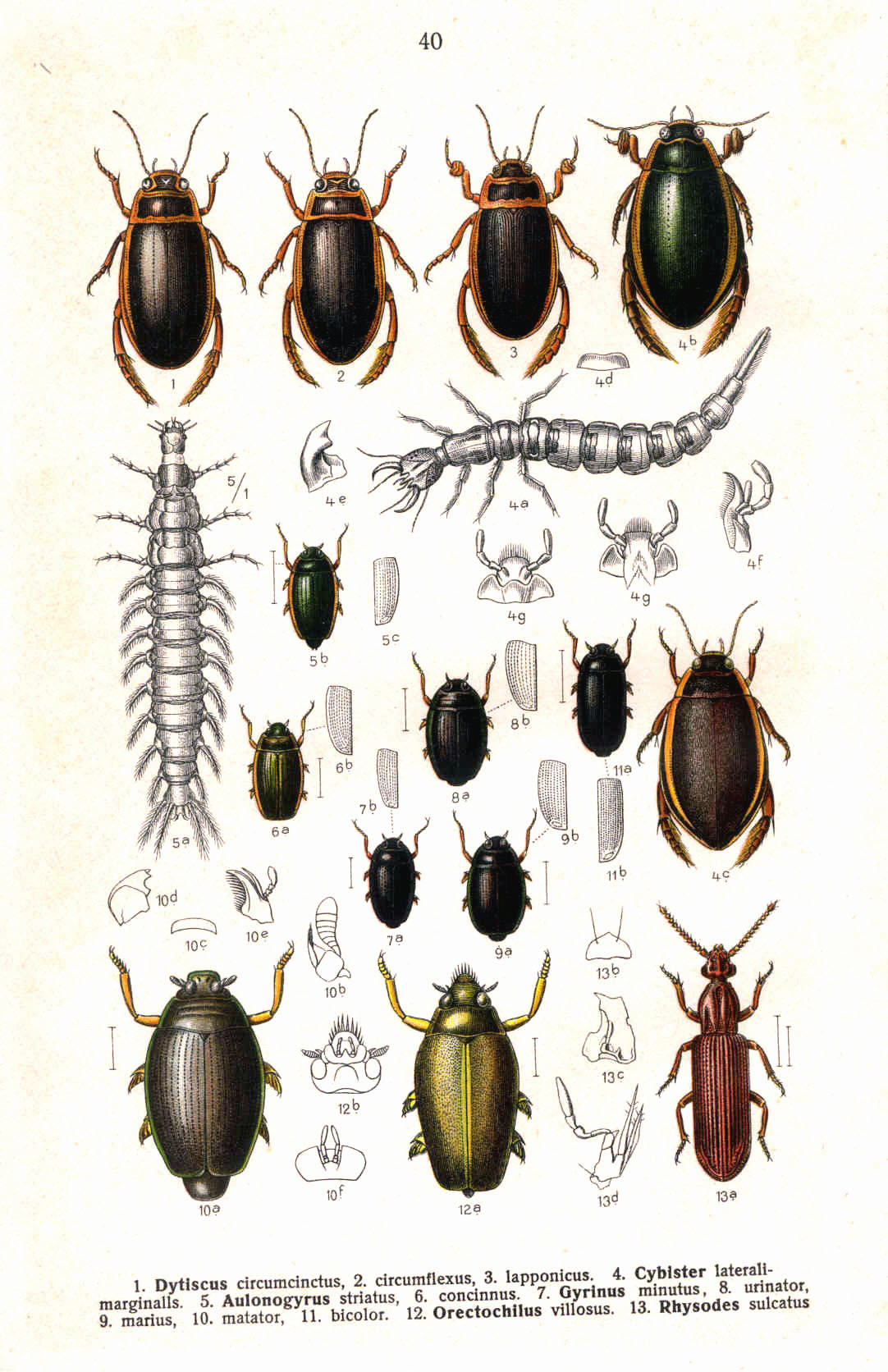
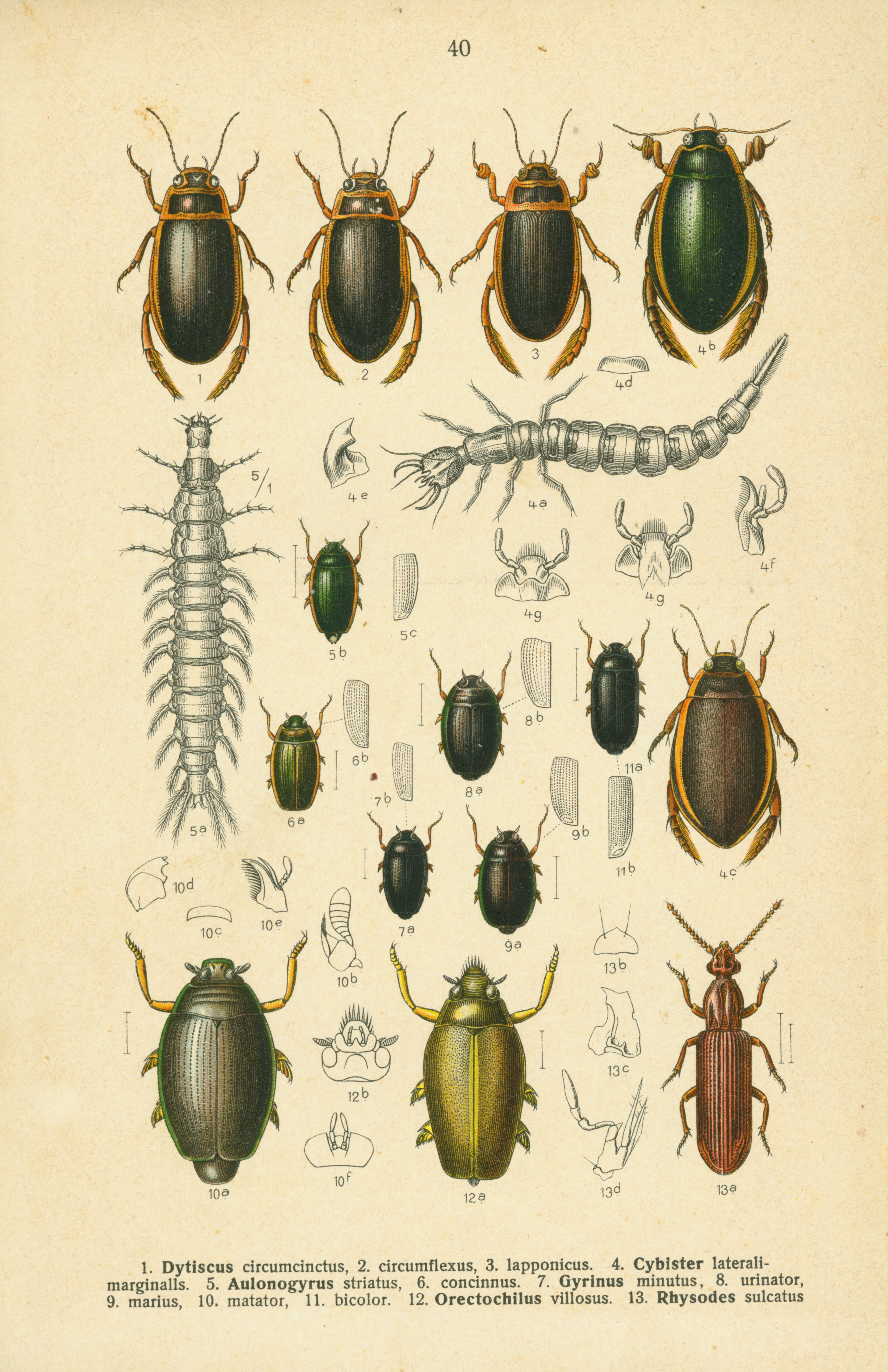